# Сент-Аман (Манш)
Сент-Ама́н (фр. Saint-Amand) — колишній муніципалітет у Франції, у регіоні Нормандія, департамент Манш. Населення — 2293 осіб (2011).
Муніципалітет був розташований на відстані близько 250 км на захід від Парижа, 50 км на захід від Кана, 13 км на південний схід від Сен-Ло.

## Історія
До 2015 року муніципалітет перебував у складі регіону Нижня Нормандія. Від 1 січня 2016 року належав до нового об'єднаного регіону Нормандія.
1 січня 2017 року Сент-Аман і Пласі-Монтегю було об'єднано в новий муніципалітет Сент-Аман-Віллаж.

## Демографія
Динаміка населення (Insee ):
Розподіл населення за віком та статтю (2006):
| Стать | Всього | До 15 років | 15-24 | 25-44 | 45-64 | 65-85 | Понад 85 |
| --- | ------ | ----------- | ----- | ----- | ----- | ----- | -------- |
| Чоловіки | 1114   | 227         | 153   | 289   | 320   | 121   | 4        |
| Жінки | 1042   | 207         | 90    | 300   | 257   | 157   | 31       |
| \| Статево-вікова піраміда \| Статево-вікова піраміда \| Статево-вікова піраміда \| \| ----------------------- \| ----------------------- \| ----------------------- \| \| Чоловіки \| Вік \| Жінки \| \| 4 \| 85 + \| 31 \| \| 16 \| 80-84 \| 16 \| \| 35 \| 75-79 \| 35 \| \| 31 \| 70-74 \| 47 \| \| 39 \| 65-69 \| 59 \| \| 43 \| 60-64 \| 31 \| \| 70 \| 55-59 \| 74 \| \| 94 \| 50-54 \| 70 \| \| 113 \| 45-49 \| 82 \| \| 78 \| 40-44 \| 117 \| \| 74 \| 35-39 \| 70 \| \| 86 \| 30-34 \| 70 \| \| 51 \| 25-29 \| 43 \| \| 47 \| 20-24 \| 39 \| \| 106 \| 15-20 \| 51 \| \| 63 \| 10-14 \| 74 \| \| 78 \| 5-9 \| 82 \| \| 86 \| 0-4 \| 51 \| |        |             |       |       |       |       |          |
| Статево-вікова піраміда |        |             |       |       |       |       |          |
| Чоловіки | Вік    | Жінки       |       |       |       |       |          |
| 4 | 85 +   | 31          |       |       |       |       |          |
| 16 | 80-84  | 16          |       |       |       |       |          |
| 35 | 75-79  | 35          |       |       |       |       |          |
| 31 | 70-74  | 47          |       |       |       |       |          |
| 39 | 65-69  | 59          |       |       |       |       |          |
| 43 | 60-64  | 31          |       |       |       |       |          |
| 70 | 55-59  | 74          |       |       |       |       |          |
| 94 | 50-54  | 70          |       |       |       |       |          |
| 113 | 45-49  | 82          |       |       |       |       |          |
| 78 | 40-44  | 117         |       |       |       |       |          |
| 74 | 35-39  | 70          |       |       |       |       |          |
| 86 | 30-34  | 70          |       |       |       |       |          |
| 51 | 25-29  | 43          |       |       |       |       |          |
| 47 | 20-24  | 39          |       |       |       |       |          |
| 106 | 15-20  | 51          |       |       |       |       |          |
| 63 | 10-14  | 74          |       |       |       |       |          |
| 78 | 5-9    | 82          |       |       |       |       |          |
| 86 | 0-4    | 51          |       |       |       |       |          |

## Економіка
2010 року серед 1468 осіб працездатного віку (15—64 років) 1136 були активними, 332 — неактивними (показник активності 77,4%, у 1999 році було 74,2%). З 1136 активних мешканців працювала 1081 особа (588 чоловіків та 493 жінки), безробітними було 55 (21 чоловік та 34 жінки). Серед 332 неактивних 109 осіб було учнями чи студентами, 145 — пенсіонерами, 78 були неактивними з інших причин.

У 2010 році в муніципалітеті числилось 875 оподаткованих домогосподарств, у яких проживали 2328,0 особи, медіана доходів виносила 18 111 євро на одного особоспоживача